# Comuna Turea Poleana, Pereciîn
Turea Poleana (în ucraineană Тур`я Поляна) este o comună în raionul Pereciîn, regiunea Transcarpatia, Ucraina, formată din satele Poleanska Huta și Turea Poleana (reședința).

## Demografie
Componența lingvistică a comunei Turea Poleana
     Ucraineană (99,48%)
     Alte limbi (0,52%)
Conform recensământului din 2001, majoritatea populației comunei Turea Poleana era vorbitoare de ucraineană (99,48%), existând în minoritate și vorbitori de alte limbi.